# 七尾市立山王小学校
七尾市立山王小学校（ななおしりつ さんのうしょうがっこう）は、石川県七尾市山王町に位置する公立小学校。

## 概要
1962年（昭和37年）、袖ヶ江小学校と矢田郷小学校が併合し開校する。1983年（昭和58年）、児童数が約2,000人とマンモス校であったことから矢田郷地区の一部を天神山小学校として分離した。
七尾市中心部の袖ヶ江地区に位置する小学校であり、少年科学館が併設されていた。
2013年（平成25年）から新校舎に移転した。敷地内に山王っ子放課後学童クラブが併設されている。
2024年（令和6年）1月1日、能登半島地震が発生時には避難所の一つとなった。

## 周辺
- 大地主神社
- 能登中部保健所

## 交通アクセス
バス
- 北鉄能登バス「郡町」下車、徒歩2分。

車
- JR西日本七尾線七尾駅から氷見方面へ約5分。